# Швеция на «Евровидении-2014»
Швеция принимает участие в конкурсе песни «Евровидение 2014» в Копенгагене, Дания. Представитель был выбран путём национального отбора, состоящего из четырёх полуфиналов, второго раунда и финала конкурса «Melodifestivalen 2014», организованным шведским национальным вещателем «SVT».

## Melodifestivalen 2014
Melodifestivalen 2014 стал конкурсом шведского национального финала, который выбирал представителя от Швеции на «Евровидение 2014». Ведущими конкурса стали Ноур Эль-Рэфай и Андерс Янсон, 32 песни приняли участие в шестинедельном длительном процессе отбора, который состоял из четырёх полуфиналов которые прошли 1, 8, 15 и 22 февраля 2014 года, из второго шанса на 1 марта 2014 года и финала который состоялся 8 марта 2014 года. Всего восемь песен приняли участие в каждом полуфинале — две первых песни приняли участие напрямую в финале, в то время как третия и четвертая вышли во второй раунд. Среди конкурирующих участников имеются Елена Папаризу которая представляла Грецию на конкурсе песни «Евровидение 2001» в составе дуэта «Antique» и победила на «Евровидение 2005», Мартин Стэнмарк который представил Швецию на «Евровидение 2005», Андреас Лундстедт который представлял Швейцарию на конкурсе песни «Евровидение 2006» в составе группе «six4one» а также Сильвестр Шлегель который представил Швецию на «Евровидение 2007» в составе группы «The Ark».

### Финал
Финал конкурса «Melodifestivalen 2014» состоялся 8 марта 2014 года на арене «Friends Arena» в Сольна, Стокгольм. Два победителя из каждых четырёх полуфиналов и два случайных победителя второго раунда участвовали в финале, создавая таким образом десять конкурирующих песен. Сочетание телеголосование, SMS-голосования и голосования международного жюри выбрала победителя.
| №  | Исполнитель       | Песня                   | Автор(ы) песни                                                           | Жюри | Зрители | Всего | Место |
| -- | ----------------- | ----------------------- | ------------------------------------------------------------------------ | ---- | ------- | ----- | ----- |
| 1  | Anton Ewald       | «Natural»               | John Lundvik                                                             | 4    | 14      | 18    | 10    |
| 2  | Ellen Benediktson | «Songbird»              | Sharon Vaughn, Johan Fransson, Tim Larsson, Tobias Lundgren              | 31   | 30      | 61    | 7     |
| 3  | Alcazar           | «Blame It On the Disco» | Fredrik Kempe, David Kreuger, Hamid "K-One" Pirouzpanah                  | 62   | 48      | 110   | 3     |
| 4  | Oscar Zia         | «Yes We Can»            | Fredrik Kempe, David Kreuger, Hamid "K-One" Pirouzpanah                  | 32   | 21      | 53    | 8     |
| 5  | Linus Svenning    | «Bröder»                | Fredrik Kempe                                                            | 46   | 37      | 83    | 5     |
| 6  | Елена Папаризу    | «Survivor»              | Bobby Ljunggren, Henrik Wikström, Karl-Ola Kjellholm, Sharon Vaughn      | 57   | 27      | 84    | 4     |
| 7  | Yohio             | «To the End»            | Andreas Johnson, Johan Lyander, Peter Kvint, Yohio                       | 39   | 43      | 82    | 6     |
| 8  | Санна Нильсен     | «Undo»                  | Fredrik Kempe, David Kreuger, Hamed "K-One" Pirouzpanah                  | 90   | 122     | 212   | 1     |
| 9  | «Panetoz»         | «Efter solsken»         | Johan Hirvi, Mats Lie Skåre, Nebeyu Baheru, Njol Badjie, Pa Modou Badjie | 15   | 18      | 33    | 9     |
| 10 | Ace Wilder        | «Busy Doin' Nothin»     | Ace Wilder, Joy Deb, Linnéa Deb                                          | 97   | 113     | 210   | 2     |

## На Евровидении
Представитель Швеции выступила в первой половине первого полуфинала, который прошёл 6 мая 2014 года в Копенгагене.